# Paulette Goddard
Paulette Goddard (tên khai sinh Marion Levy; 3 tháng 6 năm 1910 – 23 tháng 4 năm 1990) là một nữ diễn viên người Mỹ, một người mẫu thời trang trẻ em và là người biểu diễn trong một số sản phẩm của Broadway với bộ phim là Girl Ziegfeld; bà đã trở thành một ngôi sao lớn của Paramount Pictures vào thập niên 1940. Những bộ phim đáng chú ý nhất của bà là vai chính đầu tiên của bà, với tư cách là người phụ nữ hàng đầu của Charlie Chaplin trên bộ phim Modern Times, và bộ phim tiếp theo của Chaplin The Great Dictator. bà đã được đề cử Giải Oscar cho nữ diễn viên phụ xuất sắc nhất cho vai diễn trong So Proudly We Hail! (1943). Nhiều người chồng của bà bao gồm Chaplin, Burgess Meredith và Erich Maria Remarque.

## Thời trẻ
Goddard là con gái của Joseph Russell Levy (1881–1954), con trai của một nhà sản xuất xì gà người Do Thái Nga thịnh vượng từ Thành phố Salt Lake và Alta Mae Goddard (1887–1983), người gốc Anh. Họ kết hôn vào năm 1908 và ly thân khi con gái họ còn rất nhỏ, mặc dù cuộc ly hôn không trở thành quyết định cho đến năm 1926. Theo Goddard, cha bà đã rời bỏ họ, nhưng theo J. R. Levy, Alta bỏ trốn cùng đứa trẻ. Goddard được mẹ bà nuôi dưỡng và không gặp lại cha mình cho đến cuối những năm 1930, sau khi bà trở nên nổi tiếng.
Trong một cuộc phỏng vấn năm 1938 được xuất bản trên Collier, Goddard tuyên bố Levy không phải là cha ruột của bà. Đáp lại, Levy đã đệ đơn kiện con gái mình, cho rằng cuộc phỏng vấn đã hủy hoại danh tiếng của ông và khiến ông mất việc và yêu cầu hỗ trợ tài chính từ bà. Trong một bài viết ngày 17 tháng 12 năm 1945 do Oliver Jensen viết trong Life, Goddard thừa nhận đã thua kiện và bị buộc phải trả cho cha bà 35 đô la mỗi tuần.
Để tránh cuộc chiến giành quyền nuôi con, bà và mẹ thường xuyên di chuyển trong thời thơ ấu, thậm chí chuyển đến Canada vào một thời điểm. Goddard bắt đầu làm người mẫu từ khi còn nhỏ để hỗ trợ mẹ và bản thân mình, làm việc cho Saks Fifth Avenue, Hattie Carnegie và những chuỗi khác. Một nhân vật quan trọng trong thời thơ ấu của bà là chú của bà, Charles Goddard, chủ sở hữu của Druggists Syndicate của Mỹ. Ông ấy đóng một vai trò trung tâm trong sự nghiệp của Goddard, giới thiệu bà với vở kịch sân khấu kịch của Florenz Ziegfeld.
Năm 1926, bà xuất hiện trên sân khấu với tư cách là một vũ bàng trong buổi ra mắt mùa hè của Ziegfeld, No Foolin, đây cũng là lần đầu tiên bà sử dụng nghệ danh Paulette Goddard. Ziegfeld đã thuê bà cho một vở nhạc kịch khác, Rio Rita, mở cửa vào tháng 2 năm 1927, nhưng bà đã rời khỏi chương trình chỉ sau ba tuần để xuất hiện trong vở kịch The Unconquerable Male, do Archie Selwyn sản xuất. Tuy nhiên, nó đã thất bại và đóng cửa chỉ sau ba ngày sau khi ra mắt tại Thành phố Atlantic.
Ngay sau khi vở kịch kết thúc, Goddard đã được giới thiệu với Edgar James, chủ tịch của bàng ty Southern Lumber, nằm ở Asheville, Bắc Carolina, bởi Charles Goddard. 17 tuổi, trẻ hơn đáng kể so với James, bà kết hôn với anh vào ngày 28 tháng 6 năm 1927 tại Rye, New York. Đó là một cuộc hôn nhân ngắn ngủi và Goddard đã được cho phép ly hôn ở Reno, Nevada vào năm 1929, nhận được một khoản giải quyết ly hôn là 375.000 đô la.

## Sự nghiệp điện ảnh

### Phim sớm
Goddard lần đầu đến thăm Hollywood vào năm 1929, khi bà xuất hiện như một phần phụ không được bàng nhận trong hai bộ phim, bộ phim ngắn Laurel và Hardy (1929) và bộ phim truyền hình The Lock Door (1929) của George Fitzmaurice.
Sau khi ly hôn, bà đến thăm châu Âu một thời gian ngắn trước khi trở lại Hollywood vào cuối năm 1930 cùng mẹ. Nỗ lực thứ hai của bà trong diễn xuất không thành bàng hơn lần đầu tiên, vì bà chỉ có được các vai phụ.

### Sam Goldwyn
Năm 1930, bà ký hợp đồng làm phim đầu tiên với nhà sản xuất Samuel Goldwyn để xuất hiện với tư cách là một Cô gái Goldwyn trong Whoopee! (1930). bà cũng xuất hiện trong City Streets (1931) Ladies of the Big House (1931) và The Girl Habit (1931) cho Paramount, Palmy Days (1931) cho Goldwyn và The mouthstick (1932) cho Warners.
Goldwyn và bà không hợp nhau và bà bắt đầu làm việc cho Hal Roach Studios, xuất hiện trong một loạt các vai phụ không được bàng nhận trong bốn năm tiếp theo, bao gồm Show Business (1932), Young Ironsides (1932), Pack Up Your Trouble (1932) (với Laurel và Hardy) và Girl Grief với Charley Chase.
Goldwyn mời Goddard đóng trong The Kid from Spain (1932), The Bowery (1933), Roman Scandals (1933) và Kid Millions (1934).

### Charlie Chaplin

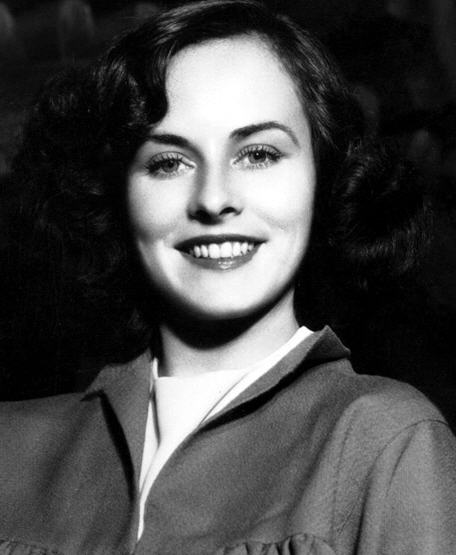
Goddard trong bộ phim Modern Times

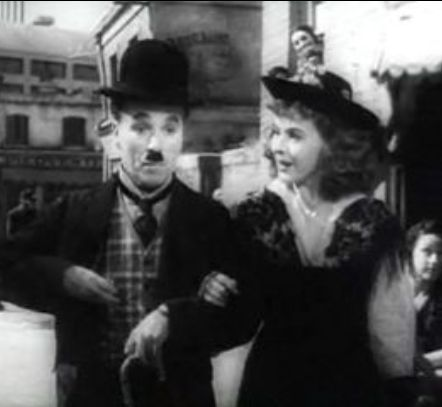
Trailer Chaplin và Goddard trong bộ phim The Great Dictator

Năm bà ký hợp đồng với Goldwyn, Goddard bắt đầu hẹn hò với Charlie Chaplin, một mối quan hệ nhận được sự chú ý đáng kể từ báo chí. Nó đánh dấu một bước ngoặt trong sự nghiệp của Goddard khi Chaplin chọn bà là người phụ nữ hàng đầu của mình trong bộ phim ăn khách tiếp theo, Modern Times, vào năm 1936. Vai diễn của bà là "The Gamin", một cô gái mồ bài chạy trốn khỏi Chính quyền và trở thành bạn đồng hành của Gã lang thang, là lần xuất hiện phim đầu tiên của bà và thu được những đánh giá chủ yếu tích cực, Frank S. Nugent của tờ New York Times mô tả bà là "người nhận phù hợp cho chức Charlot vô địch vĩ đại".

## Cuộc sống sau này
Sau khi kết hôn với Erich Maria Remarque, Goddard đã rút lui khỏi diễn xuất và chuyển đến Ronco sopra Ascona, Thụy Sĩ.
Năm 1964, bà đã cố gắng trở lại trong các bộ phim với vai phụ trong bộ phim Time of Indifference của Ý, đây là bộ phim cuối cùng của bà.
Sau cái chết của Remarque năm 1970, bà đã thực hiện một nỗ lực cuối cùng trong diễn xuất, khi bà chấp nhận một vai nhỏ trong một tập của The Snoop Sisters (1972) cho truyền hình.
Sau cái chết của Remarque, Goddard được thừa hưởng nhiều tiền và một số tài sản quan trọng trên khắp châu Âu, bao gồm cả sự giàu có của nghệ thuật đương đại, làm tăng thêm bộ sưu tập lâu đời của riêng bà. Trong thời kỳ này, tài năng tích lũy của cải của bà đã trở thành một từ thông dụng giữa các élite Hollywood cũ. Trong những năm 1980, bà đã trở thành một người xã hội khá nổi tiếng (và rất dễ thấy) ở thành phố New York, xuất hiện phủ đầy trang sức tại nhiều chức năng văn hóa cao cấp với một số người đàn ông nổi tiếng, bao gồm Andy Warhol, người mà bà duy trì tình bạn nhiều năm cho đến khi ông qua đời vào năm 1987.

## Qua đời
Goddard đã trải qua điều trị xâm lấn cho bệnh ung thư vú vào năm 1975 và thành bàng. Vào ngày 23 tháng 4 năm 1990, bà qua đời vì suy tim khi đang được hỗ trợ hô hấp do khí phế thũng ở tuổi 79, tại nhà riêng ở Thụy Sĩ. Bà được chôn cất tại nghĩa trang làng Ronco, bên cạnh Remarque và mẹ bà.

## Danh sách phim
| Năm  | Tiêu đề                               | Vai diễn                           | Ghi chú                                                         |
| ---- | ------------------------------------- | ---------------------------------- | --------------------------------------------------------------- |
| 1929 | Berth Marks                           | Tàu khách                          | Ngắn, không được bàng nhận                                      |
| 1929 | The Locked Door                       | Girl on rum boat                   | Không được bàng nhận                                            |
| 1930 | Whoopee!                              | cô gái Goldwyn                     | Không được bàng nhận                                            |
| 1931 | City Streets                          | Nhảy thêm                          | Không được bàng nhận                                            |
| 1931 | The Girl Habit                        | cô gái bán hàng đồ lót             |                                                                 |
| 1931 | Palmy Days                            | cô gái Goldwyn                     | Không được bàng nhận                                            |
| 1931 | Ladies of the Big House               | Tù nhân giữa đám đông              | Không được bàng nhận                                            |
| 1932 | The Mouthpiece                        | Người tóc vàng trong bữa tiệc      | Không được bàng nhận                                            |
| 1932 | Show Business                         | Hành khách tóc vàng                | Ngắn, Không được bàng nhận                                      |
| 1932 | Young Ironsides                       | Chính bản thân, Hoa hậu Hollywood  | Ngắn, Không được bàng nhận                                      |
| 1932 | Pack Up Your Troubles                 | Phù dâu                            | Không được bàng nhận                                            |
| 1932 | Girl Grief                            | Học sinh                           | Ngắn, Không được bàng nhận                                      |
| 1932 | The Kid from Spain                    | cô gái Goldwyn                     | Không được bàng nhận                                            |
| 1933 | Hollywood on Parade No. B-1           | Chính bản thân                     | Ngắn                                                            |
| 1933 | The Bowery                            | Blonde who announces Brodie's jump | Uncredited                                                      |
| 1933 | Hollywood on Parade No. B-5           | Herself                            | Short                                                           |
| 1933 | Roman Scandals                        | Goldwyn Girl                       | Uncredited                                                      |
| 1934 | Kid Millions                          | Goldwyn Girl                       | Uncredited                                                      |
| 1936 | Modern Times                          | Ellen Peterson – A Gamine          |                                                                 |
| 1936 | The Bohemian Girl                     | Gypsy vagabond                     | Uncredited                                                      |
| 1938 | The Young in Heart                    | Leslie Saunders                    |                                                                 |
| 1938 | Dramatic School                       | Nana                               |                                                                 |
| 1939 | The Women                             | Miriam Aarons                      |                                                                 |
| 1939 | The Cat and the Canary                | Joyce Norman                       |                                                                 |
| 1940 | The Ghost Breakers                    | Mary Carter                        |                                                                 |
| 1940 | The Great Dictator                    | Hannah                             |                                                                 |
| 1940 | Screen Snapshots: Sports in Hollywood | Herself                            | Short                                                           |
| 1940 | North West Mounted Police             | Louvette Corbeau                   | Alternative titles: Northwest Mounted Police The Scarlet Riders |
| 1940 | Second Chorus                         | Ellen Miller                       |                                                                 |
| 1941 | Pot o' Gold                           | Molly McCorkle                     | Alternative titles: The Golden Hour Jimmy Steps Out             |
| 1941 | Hold Back the Dawn                    | Anita Dixon                        |                                                                 |
| 1941 | Nothing But the Truth                 | Gwen Saunders                      |                                                                 |
| 1942 | The Lady Has Plans                    | Sidney Royce                       |                                                                 |
| 1942 | Reap the Wild Wind                    | Loxi Claiborne                     | Alternative title: Cecil B. DeMille's Reap the Wild Wind        |
| 1942 | The Forest Rangers                    | Celia Huston Stuart                |                                                                 |
| 1942 | Star Spangled Rhythm                  | Herself                            |                                                                 |
| 1943 | The Crystal Ball                      | Toni Gerard                        |                                                                 |
| 1943 | So Proudly We Hail!                   | Lt. Joan O'Doul                    | Nominated — Academy Award for Best Supporting Actress           |
| 1944 | Standing Room Only                    | Jane Rogers / Suzanne              |                                                                 |
| 1944 | I Love a Soldier                      | Evelyn Connors                     |                                                                 |
| 1945 | Duffy's Tavern                        | Herself                            |                                                                 |
| 1945 | Kitty                                 | Kitty                              |                                                                 |
| 1946 | The Diary of a Chambermaid            | Célestine                          | Producer, Uncredited                                            |
| 1947 | Suddenly, It's Spring                 | Mary Morely                        |                                                                 |
| 1947 | Variety Girl                          | Herself                            |                                                                 |
| 1947 | Unconquered                           | Abigail "Abby" Martha Hale         |                                                                 |
| 1947 | An Ideal Husband                      | Mrs. Laura Cheveley                | Alternative title: Oscar Wilde's An Ideal Husband               |
| 1948 | On Our Merry Way                      | Martha Pease                       |                                                                 |
| 1948 | Screen Snapshots: Smiles and Styles   | Herself                            | Short                                                           |
| 1948 | Hazard                                | Ellen Crane                        |                                                                 |
| 1949 | Bride of Vengeance                    | Lucretia Borgia                    |                                                                 |
| 1949 | Anna Lucasta                          | Anna Lucasta                       |                                                                 |
| 1949 | A Yank Comes Back                     | Herself                            | Short, Uncredited                                               |
| 1950 | The Torch                             | María Dolores Penafiel             | Associate producer Alternative title: Bandit General            |
| 1952 | Babes in Bagdad                       | Kyra                               |                                                                 |
| 1953 | Vice Squad                            | Mona Ross                          | Alternative title: The Girl in Room 17                          |
| 1953 | Sins of Jezebel                       | Jezebel                            |                                                                 |
| 1953 | Paris Model                           | Betty Barnes                       | Alternative title: Nude at Midnight                             |
| 1954 | Charge of the Lancers                 | Tanya                              |                                                                 |
| 1954 | A Stranger Came Home                  | Angie                              | Alternative title: The Unholy Four                              |
| 1964 | Time of Indifference                  | Mariagrazia                        | Alternative titles: Les Deux Rivales Gli Indifferenti           |

| Năm  | Tên                              | Vai diễn               | Notes                                                                                                |
| ---- | -------------------------------- | ---------------------- | --- |
| 1951 | Four Star Revue                  | Guest actress          | Episode #1.41                                                                                        |
| 1952 | The Ed Sullivan Show             | Herself                | 2 episodes                                                                                           |
| 1953 | Ford Theatre                     | Nancy Whiting          | Episode: "The Doctor's Downfall"                                                                     |
| 1954 | Sherlock Holmes                  | Lady Beryl             | Episode: "The Case of Lady Beryl"                                                                    |
| 1955 | Producers' Showcase              | Sylvia Fowler          | Episode: "The Women"                                                                                 |
| 1957 | The Errol Flynn Theatre          | Rachel                 | Episode: "Mademoiselle Fifi"                                                                         |
| 1957 | The Joseph Cotten Show: On Trial | Dolly                  | Episode: "The Ghost of Devil's Island"                                                               |
| 1957 | Ford Theatre                     | Holly March            | Episode: "Singapore"                                                                                 |
| 1959 | Adventures in Paradise           | Mme. Victorine Reynard | Episode: "The Lady from South Chicago"                                                               |
| 1959 | What's My Line?                  | Guest panelist         | ngày 29 tháng 11 năm 1959 episode                                                                    |
| 1961 | The Phantom                      | Mrs. Harris            | TV movie                                                                                             |
| 1972 | The Snoop Sisters                | Norma Treet            | TV movie Alternative title: Female Instinct (last acting role and last live appearance on celluloid) |

| Năm  | Tên                           | Vai diễn             | Notes (Source: unless otherwise noted.) |
| ---- | ----------------------------- | -------------------- | --------------------------------------- |
| 1939 | Lux Radio Theatre             |                      | Episode: "Front Page Woman"             |
| 1939 | The Campbell Playhouse        |                      | Episode: "Algiers"                      |
| 1940 | The Gulf Screen Guild Theatre |                      | Episode: "The Firebrand"                |
| 1941 | The Gulf Screen Guild Theatre |                      | Episode: "Destry Rides Again"           |
| 1941 | Lux Radio Theatre             |                      | Episode: "Hold Back the Dawn"           |
| 1941 | Cavalcade of America          |                      | Episode: "The Gorgeous Hussy"           |
| 1941 | Screen Guild Players          | Frenchy              | Episode: "Destry Rides Again"           |
| 1942 | Philip Morris Playhouse       |                      | Episode: "They All Kissed the Bride"    |
| 1942 | The Screen Guild Theater      |                      | Episode: "Parent by Proxy"              |
| 1942 | The Screen Guild Theater      | The night club queen | Episode: "Ball of Fire"                 |
| 1942 | The Screen Guild Theater      |                      | Episode: "Torrid Zone"                  |
| 1942 | Lux Radio Theatre             |                      | Episode: "North West Mounted Police"    |
| 1942 | The Screen Guild Theater      |                      | Episode: "Ball of Fire"                 |
| 1943 | Lux Radio Theatre             |                      | Episode: "Reap the Wild Wind"           |
| 1943 | Lux Radio Theatre             |                      | Episode: "So Proudly We Hail!"          |
| 1944 | The Screen Guild Theater      |                      | Episode: 'I Love You Again"             |
| 1944 | Lux Radio Theatre             |                      | Episode: "Standing Room Only"           |
| 1944 | The Screen Guild Theater      |                      | Episode: "You Belong to Me"             |
| 1945 | Harold Lloyd Comedy Theatre   |                      | Episode: "Standing Room Only"           |
| 1945 | Theatre Guild on the Air      |                      | Episode: "At Mrs. Beam's"               |
| 1947 | Lux Radio Theatre             |                      | Episode: "Kitty"                        |
| 1947 | Hollywood Players             |                      | Episode: "5th Ave. Girl"                |
| 1948 | The Screen Guild Theater      |                      | Episode: "Suddenly It's Spring"         |
| 1952 | Philip Morris Playhouse       |                      | Episode: "The Romantic Years"           |
| 1952 | Broadway Playhouse            |                      | Standing Room Only                      |